# 山口昌男
山口 昌男（やまぐち まさお、1931年〈昭和6年〉8月20日 - 2013年〈平成25年〉3月10日）は、日本の教育者・文化人類学者。東京外国語大学名誉教授、文化功労者、瑞宝中綬章受勲。位階は正四位。

## 経歴
出生から修学期
1931年、北海道美幌町で9人兄弟の次男として生まれた。美幌尋常小学校、旧制網走中学校を経て、新制網走高校(現・北海道網走南が丘高等学校)に進学。1950年3月に卒業し、同年4月に青山学院大学文学部第二部仏文科に進学。在学中には、展覧会と古書店に頻繁に巡った。青山学院大学には1学期のみ通い、1951年に東京大学文学部国史学科に入学。同学年に作曲家となる三善晃、美学者となる宇波彰らがいた。また、東京大学駒場美術研究会では、磯崎新らと親交を結んだ。1955年、坂本太郎を指導教官とし、卒業論文『大江匡房：平安末期一貴族の意識』を提出して卒業。
卒業後は、麻布中学校教諭として勤務(1961年3月まで)。日本史を担当し、この時に教え子には川本三郎、山下洋輔らがいた）。教員として勤務する一方で旧・東京都立大学大学院社会科学研究科に進み、社会人類学を専攻。1960年に修士課程修了。修士論文は『アフリカ王政研究序説』であった。その後、博士課程に進んだ。
文化人類学研究者として
国際基督教大学非常勤助手に採用された。1963年10月、ナイジェリア・イバダン大学社会学講師に就いた。1965年、東京外国語大学アジア・アフリカ言語文化研究所講師に就いた。翌1966年、助教授昇格。1968年より東京外国語大学アジア・アフリカ言語文化研究所助教授。通称「AA研」と呼ばれた同研究所を拠点に研究を進めた。1969年より「文化と狂気」を『中央公論』に、「道化の民族学」を『文学』1～8月号(岩波書店発行)に連載。また、「王権の象徴性」(『伝統と現代』)、「失われた世界の復権」(『現代人の思想　第15巻　未開と文明』解説)を執筆して注目された。
1970年、エチオピア調査を行い、またパリ大学ナンテール分校客員教授を務めた。在任中には研究室には膨大な蔵書が山積みになっていたが、海外出張中に電話をかけ「何番目の山の何冊目の何ページを引用するから探せ」と指示を出したという。また同1970年6月からは「本の神話学」を『中央公論』に連載。1973年、東京外国語大学アジア・アフリカ言語文化研究所教授に昇格。1977年、メキシコ大学院大学客員教授。
東京外国語大学退任後
1984年から1994年まで、磯崎新、大江健三郎、大岡信、武満徹、中村雄二郎と共に学術季刊誌『へるめす』(岩波書店)の編集同人として活躍した。1989年、東京外国語大学アジア・アフリカ言語文化研究所所長に就任。1992年には、電通総研の「経営の精神文化史研究会」発足に尽力。1994年に東京外国語大学を定年退職し、名誉教授となった。
同1994年4月、静岡県立大学大学院国際関係学研究科教授に就き、また中央大学総合政策学部客員教授となった。
1997年、札幌大学文化学部に転じ、文化学部長を務めた。1999年、札幌大学学長に就任。2008年に脳梗塞で倒れてから療養生活を送っていたが、2013年3月10日 肺炎のため、東京都三鷹市の病院で死去。歿日付けで正四位に叙された。墓所は府中市観音寺墓地にある。

## 受賞・栄典
受賞
- 1996年：『「敗者」の精神史』で大佛次郎賞。

栄典
- 2009年4月：瑞宝中綬章を受章[11]。
- 2011年：文化功労者[12]
- 2013年：叙正四位

## 研究内容・業績
専門は文化人類学。アジア・アフリカ・南アメリカなど世界各地でフィールドワークを行い、両性具有・トリックスターをテーマとした著作で「中心と周縁の理論」を発表し、評価が高い。
その一方で、1970年代初頭から創刊間もない青土社の月刊誌『現代思想』に中村雄二郎らとともに寄稿し始め、構造主義や記号論を学術界以外に紹介。既存の学問の方向性を再考する議論を活性化し、西洋近代的知の体系への懐疑を促す大きな力となった。これらの活動は、1980年代の浅田彰、中沢新一らによって本格化したいわゆるニューアカ（ニュー・アカデミズム）」ブームが登場する基盤を作った。死去の約2ヵ月後、『ユリイカ』(2013年6月号)で「山口昌男：道化・王権・敗者」と題する特集が組まれた。
日本史精神史関連
近代日本を人類学の視点から論じた著作を1995年頃から発表。晩年の大著となる『「挫折」の昭和史』、『「敗者」の精神史』では、近代日本史の中で重要視されていなかった「旧幕臣」系または「趣味人」系の人物の人的ネットワークを洗い出し、検証した。
漫画評論
20代の頃から漫画評論を手がけており、先駆的存在であるといえる。
「山口文庫」
蔵書は札幌大学図書館に寄贈され、「山口文庫」として一般公開されている。母校である網走南ヶ丘高等学校にも分室を開設。

## エピソード
- 「偏差値秀才は社会で通用せず、学歴主義は既に崩壊している。それにも関わらず、大学受験予備校の河合塾が、ランク付けに新たにボーダーフリーを設け、私が務める当校（札幌大学）の学部でFランク大学指定を受けた。当校では、ロシア語弁論大会で１位を出すなど実績を上げている。この事１つをとってみても、大学受験予備校のランク付けが内実を反映していない。」[16]との論文を投稿したのに対し、教育ジャーナリストより「現状を把握せず、大学が潰れる事もありうるという意識が希薄な学校経営者であり、残念ながらこんにち日本では、高級官僚・大企業社長・大学教員のほとんどが偏差値秀才である。また世界のどの国で学歴社会が崩壊したのであろうか」という批判を受ける[17]。

## 交遊
美幌町時代
- 藁科雅美(音楽評論家)：戦後、北海道美幌町に疎開中の藁科雅美から英語の個人指導を受けた。訳書・バーンスタイン物語で知られる。藁科雅美は1952年に團伊玖磨に北海道美幌農業高等学校校歌作曲を依頼。1953年に武満徹に美幌町町歌作曲を依頼している。1950年第1回美幌町文化賞を受賞。

### 都市の会
- 市川浩
- 大塚信一
- 河合隼雄
- 多木浩二
- 中村雄二郎[18]
- 前田愛

### 「へるめす」同人
- 磯崎新
- 大江健三郎
- 大岡信
- 武満徹

### 東京外骨語大学
山口昌男を「学長」とする交流会。
- 坪内祐三(助教授)
- 内堀弘(石神井書林) 当時学生
- 高橋徹(月の輪書林) 当時学生
- 田村治芳 当時学生。『彷書月刊』の編集兼発行人。

### 「例の会」メンバー
季刊誌として創刊された「へるめす」前身となる会。
- 井上ひさし
- 清水徹
- 鈴木忠志
- 高橋康也
- 原広司
- 東野芳明
- 一柳慧
- 渡邊守章
- 吉田喜重

## 家族・親族
- 父：父親は鳥取県倉吉市の庄屋の生まれで、地租改正で没落後職を転々とし、網走で菓子屋を営んでいた。
- 長男：山口類児はNHK美術監督。
- 次男：札幌大学女子短期大学部教授の山口拓夢。

## 著書

### 単著
- 『アフリカの神話的世界』岩波新書 1971
- 『人類学的思考』せりか書房 1971
  - 改訂新版 筑摩書房 1979
- 選書化 筑摩叢書 1990
- 『本の神話学』中央公論社 1971
  - 文庫化 中公文庫 1977
  - 増補新版 中央公論社 2023
  - 文庫化 岩波現代文庫 2014
- 『歴史・祝祭・神話』中央公論社 1974
  - 文庫化 中公文庫 1978
  - 文庫化 岩波現代文庫 2014
- 『道化の民俗学』新潮社 1975
  - 選書化 筑摩叢書 1985
  - 文庫化 ちくま学芸文庫 1993
  - 文庫化 岩波現代文庫 2007
- 『道化的世界』筑摩書房 1975
  - 文庫化 ちくま文庫 1986
- 『文化と両義性』岩波書店 1975(哲学叢書) 
  - 文庫化 岩波現代文庫 2000
- 『黒い大陸の栄光と悲惨 世界の歴史 6』講談社 1977
  - 改題文庫化 『アフリカ史』今福龍太改訂、講談社学術文庫 2023
- 『知の遠近法』岩波書店 1977
  - 選書化 岩波同時代ライブラリー 1990
  - 文庫化 岩波現代文庫 2004
- 『知の祝祭：文化における中心と周縁』青土社 1979
  - 文庫化 河出文庫 1988
- 『文化とその痛み』(現代セミナー 10) 現代研究会 1979[19]
- 『道化の宇宙』白水社 1980
  - 講談社文庫 1985
- 『仕掛けとしての文化』青土社 1980
  - 文庫化 講談社学術文庫 1988
- 『文化人類学への招待』岩波新書 1982
- 『文化の詩学 I・II』岩波書店(岩波現代選書) 1983
  - 単行新装版 岩波書店 1998
  - 文庫化 岩波現代文庫 2002
- 『笑いと逸脱』(Scrap book 1) 筑摩書房 1984
  - 文庫化 ちくま文庫 1990
- 『文化と仕掛け』筑摩書房(Scrap book 2) 1984
- 『流行論 週刊本』朝日出版社 1984
- 『演ずる観客：劇空間万華鏡』白水社 1984
- 『祝祭都市：象徴人類学的アプローチ』岩波書店(旅とトポスの精神史) 1984
- 『河童のコスモロジー：石田英一郎の思想と学問』講談社学術文庫 1986
- 『冥界遊び』 筑摩書房(Scrap book 3) 1986
- 『スクリーンの中の文化英雄たち』潮出版社 1986
- 『学校という舞台：いじめ・挫折からの脱出』講談社現代新書 1988
  - 改題新版『いじめの記号論』岩波現代文庫 2007
- 『モーツァルト好きを怒らせよう：祝祭音楽のすすめ』第三文明社 1988
- 『「知」の錬金術』講談社、1989
- 『天皇制の文化人類学』立風書房 1989
  - 文庫化 岩波現代文庫 2000
- 『知の即興空間：パフォーマンスとしての文化』岩波書店 1989
- 『気配の時代』筑摩書房、1990
- 『のらくろはわれらの同時代人：漫画論集』立風書房 1990
- 『宇宙の孤児：演劇論集』第三文明社 1990
- 『病いの宇宙誌』人間と歴史社 1990[20]
- 『トロツキーの神話学』立風書房 1991
- 『自然と文明の想像力』宝島社 1993[21]
- 『「挫折」の昭和史』岩波書店 1995[22]
  - 文庫化 岩波現代文庫 2005
- 『「敗者」の精神史』岩波書店 1995[23]
  - 文庫化 岩波現代文庫 2005
- 『知の自由人たち』日本放送出版協会(NHKライブラリー) 1998[24]
- 『踊る大地球：フィールドワーク・スケッチ』晶文社 1999[25]
- 『敗者学のすすめ』平凡社 2000[26]
- 『独断的大学論：面白くなければ大学ではない!』ジーオー企画出版 2000
- 『内田魯庵山脈：〈失われた日本人〉発掘』晶文社 2000
  - 文庫化 岩波現代文庫 2010[27]
- 『経営者の精神史：近代日本を築いた破天荒な実業家たち』ダイヤモンド社 2003
- 『本の狩人：読書年代記』右文書院 2008[28]
- 『学問の春：〈知と遊び〉の10講義」平凡社新書 2009
- 『古本的思考：講演敗者学』晶文社 2018

### 著作集
- 『山口昌男著作集』(全5巻) 今福龍太編・解説、筑摩書房 2002-2003

1. 1巻 知
2. 2巻　始原
3. 3巻　道化
4. 4巻　アフリカ
5. 5巻　周縁

- 『山口昌男コレクション』今福龍太編・解説、ちくま学芸文庫 2013
- 『山口昌男ラビリンス』国書刊行会 2003[29]
- 『エノケンと菊谷栄：昭和精神史の匿れた水脈』晶文社 2015[30]
- 『山口昌男：人類学的思考の沃野」真島一郎・川村伸秀共編、東京外国語大学出版会 2014[31]

### 編著・共著
- 『未開と文明』(現代人の思想 15) 平凡社 1969
  - 新装版シリーズ『未開と文明』(現代人の思想セレクション 3) 2000[32]
- 『林達夫集』(近代日本思想大系 26) 筑摩書房 1974

担当解説「精神史のフォークロア」
- 『石田英一郎：河童論』(日本民俗文化大系 8) 講談社 1979
- 『知の旅への誘い』中村雄二郎共著、岩波新書 1981
- 『見世物の人類学』ヴィクター・ターナー共編、三省堂 1983
- 『火まつり』リブロポート 1985
- 『世界は舞台：林達夫座談集』岩波書店 1986
- 『越境スポーツ大コラム』TBSブリタニカ 1987
- 『魯庵の明治：内田魯庵』坪内祐三共編、講談社文芸文庫 1997
- 『魯庵日記』坪内祐三共編、講談社文芸文庫 1998
- 『記号論の逆襲』室井尚共編、東海大学出版会 2002

### 対話集
- 『挑発としての芸術』青土社 1980
- 『書物の世界 共同討議』高階秀爾・中村雄二郎対談、青土社 1980
- 『二十世紀の知的冒険』岩波書店 1980[33]
- 『知の狩人：続・二十世紀の知的冒険』岩波書店 1982
- 『語りの宇宙：記号論インタヴュー集』聞き手三浦雅士、冬樹社 1983、新版 1990
- 『文化人類学の視角』岩波書店 1986[34]
- 『身体の想像力 対談集：音楽・演劇・ファンタジー』岩波書店、1987
- 『ミカドと世紀末：王権の論理』猪瀬直樹との対論・対談、平凡社 1987
  - 増補文庫化 新潮文庫 1990
  - 再訂文庫化 小学館文庫 1998
- 『知のルビコンを超えて：山口昌男対談集』人文書院 1987
- 『古典の詩学：山口昌男国文学対談集』人文書院 1989
- 『オペラの世紀：山口昌男音楽対談集』第三文明社 1989
- 『はみ出しの文法：敗者学をめぐって』平凡社 2001[35]
- 『回想の人類学』川村伸秀聞き手、晶文社 2015

### 訳書
- 『青銅時代』ジャック・ブリアール（英語版）著、白水社文庫クセジュ 1961
- 『黒いアフリカの歴史』アンリ・ラブレ（ドイツ語版）著、白水社 文庫クセジュ 1962
- 『黒いアフリカの宗教』ユベール・デシャン著、白水社 文庫クセジュ 1963
- 『仮面の道』レヴィ＝ストロース著、渡辺守章共訳、新潮社「創造の小径」 1977
  - 改訂 渡辺公三補訳、ちくま学芸文庫 2018

### 関連文献
- 『ユリイカ 詩と批評：特集山口昌男 道化・王権・敗者』（2013年5月号、青土社）
- 『山口昌男山脈 第1～5号』 めいけい出版→川村オフィス、2002年から2005年に発行
- 村上龍; 坂本龍一『EV.Cafe 超進化論 「Stage 6 速度 山口昌男」』講談社文庫、1989年1月。ISBN 978-4061843592。元版・講談社、1985年11月

## 関連人物

### その他
- 由良君美
- 網野善彦
- 青木保
- 高山宏
- 四方田犬彦
- 大室幹雄
- 松岡正剛
- 今福龍太
- 中沢新一[1]
- 種村季弘
- 寺山修司
- 上野千鶴子
- 栗本慎一郎 - 栗本慎一郎自由大学に参加
- 本多勝一（「調査される側の眼」で文化人類学を批判。山口昌男がこれに反論、論争となった）